# Имунна толерантност
Имунна толерантност е състояние, при което Т-клетките в имунната система не могат да произведат нормален отговор на специфичен антиген или група от антигени. Причините могат да бъдат различни:
- Предишен контакт със същия антиген в периода на развитие преди или скоро след раждането, когато имунната система не е била все още съзряла;
- Предишен контакт със същия антиген в извънредно високи или извънредно ниски количества;
- Излагане на въздействието на радиация, химиотерапевтици или други агенти, които потискат имунната система;
- Наследствени заболявания на имунната система;
- Придобити заболявания на имунната система като HIV/СПИН.